# NGC 5318
NGC 5318 est une galaxie spirale située dans la constellation des Chiens de chasse. Sa vitesse par rapport au fond diffus cosmologique est de 4 518 ± 29 km/s, ce qui correspond à une distance de Hubble de 66,6 ± 4,7 Mpc (∼217 millions d'al). NGC 5318 a été découverte par l'astronome germano-britannique William Herschel en 1785.
La base de données NASA/IPAC indique une galaxie double lorsqu'on entre NGC 5318. La galaxie au nord de NGC 5318 est PGC 49125. C'est peut-être une galaxie compagne de NGC 5218, mais c'est incertain, bien que NED indique qu'il s'agit d'un système double avec un pâle pont de matière les reliant. Pour obtenir les données de PGC 49139 qui est la galaxie NGC 5318, il faut entrer la désignation NGC 5318 NED01 dans la case de recherche.
Selon la base de données Simbad, NGC 5318 est une galaxie LINER, c'est-à-dire une galaxie dont le noyau présente un spectre d'émission caractérisé par de larges raies d'atomes faiblement ionisés. NGC 5318 présente également un jet d'ondes radio et c'est une radiogalaxie à spectre continu (Flat-Spectrum Radio Source). C'est aussi possiblement une galaxie active de type Seyfert.
Selon un article publié par Steven D. Peterson en 1979, NGC 5318 et NGC 5347 forment une paire de galaxies.